# Melandryidae

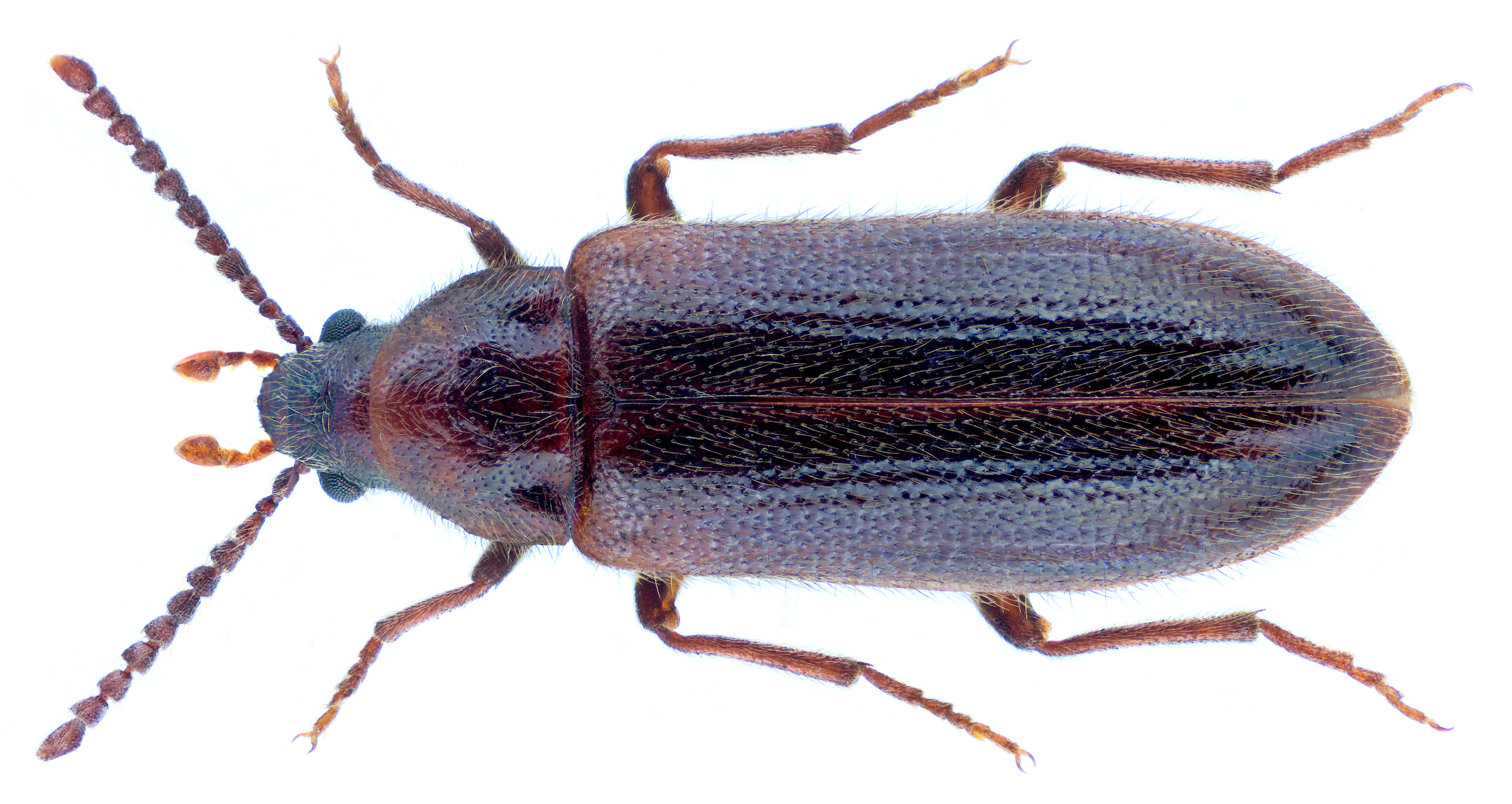
Zilora ferruginea

Los melándridos (Melandryidae) son una familia de coleópteros polífagos.
Hay 40 géneros y cien especies.

## Géneros
Incluye los siguientes géneros:
- Subfamilia: Melandryinae
  - Tribus: Anisoxiellini
    - Géneros: Anisoxiella

  - Tribus: Dircaeini 
    - Géneros: Abdera - Anisoxya - Dircaea - Dircaeomorpha - Mimendircaea - Phloiotrya - Stenoxylita - ?Wanachia

  - Tribus: Hypulini 
    - Géneros: Hypulus - Marolia - Neogonus - Nipponomarolia

  - Tribus: Melandryini 
    - Géneros: Bonzicus - Ivania - Melandrya - Phryganophilus - Sallumia

  - Tribus: Orchesiini 
    - Géneros: Allorchesia - Hylobia - Lyperocharis - Neorchesia - Orchesia ...

  - Tribus: Serropalpini 
    - Géneros: Allopterus - Amblyctis - Axylita - Bryanella - Ctenoplectron - Cuphosis - Mecorchesia - Mikadonius - Mimoserropalpus - Mystes - Perakianus - Serropalpus - Talayra - †Archaeoserropalpus - †Pseudocuphosis ...

  - Tribus: Xylitini 
  - Géneros: Dolotarsus - Rushia - Scotochroa - Scotochroides - Spilotus - Xylita
  - Tribus: Zilorini
    - Géneros: Euryzilora - Zilora
- Subfamilia: Osphyinae
  -     - Géneros: Conopalpus - Osphya